# Nemzetközi Politikatudományi Társaság
A Nemzetközi Politikatudományi Társaság (angolul International Political Science Association, IPSA) egy 1949-ben alapított nemzetközi politikatudományi szervezet, melyben legnagyobb részben amerikai kutatók vesznek részt.
Az IPSA elsősorban világkongresszusai révén nyújt fórumot a legkülönfélébb politikatudományi kutatások eredményeinek bemutatására, információcserére, valamint a politikatudomány nemzetközi megjelenítésére. Az IPSA-t az amerikai, a kanadai, a francia és az indiai politikatudományi társaság alapította meg az UNESCO anyagi támogatásával. Az első világkongresszust 1950-ben tartották, s 1952 óta minden harmadik évben rendezik meg. Ezeken kívül az IPSA ajánlásokat fogalmazott meg a politológiai képzés tartalmára vonatkozóan.

## Lásd még
- Amerikai Politikatudományi Társaság